# Hernals
Hernals ist der 17. Wiener Gemeindebezirk. Er wurde 1892 aus den selbständigen Gemeinden Hernals, Dornbach und Neuwaldegg gebildet und zählt rund 56.000 Einwohner. Der Bezirk wird von seinen Bewohnern vor allem wegen seiner gleichzeitigen Nähe zum Stadtzentrum (Universitäts- und Rathausviertel, Altes und Neues AKH) und zu Naherholungsgebieten (Schwarzenbergpark, Schafberg, Kongresspark und -bad) geschätzt. Für Hernals charakteristisch ist eine starke demographische Durchmischung, die sich in der Unterschiedlichkeit der Bezirksteile widerspiegelt. So finden sich im Bezirk hoch- und spätgründerzeitlich geprägte Viertel neben kommunalen Wohnhausanlagen, Cottagevierteln und alten Ortskernen.

## Geographie

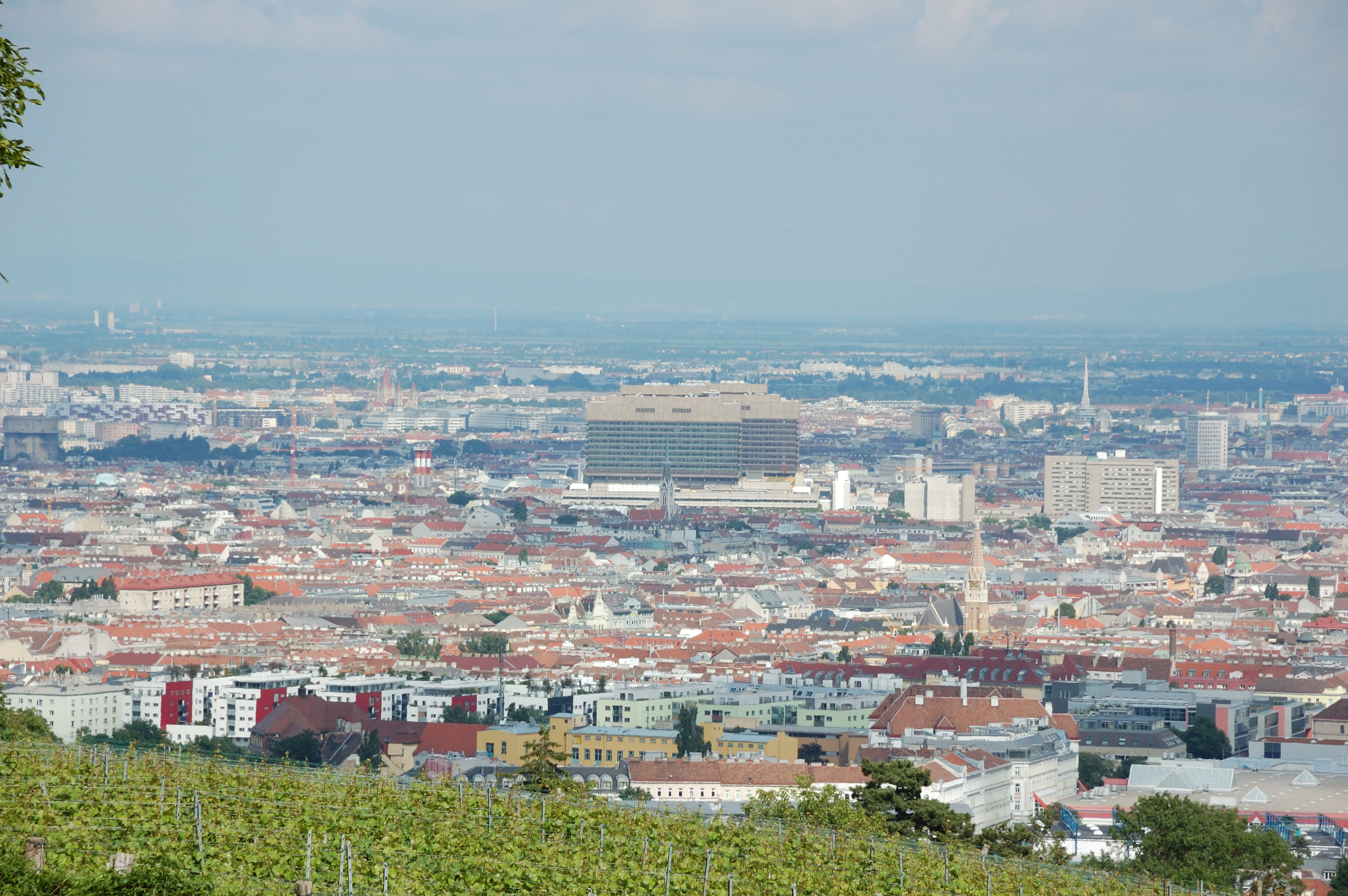
Blick vom Gallitzinberg in Ottakring über Hernals

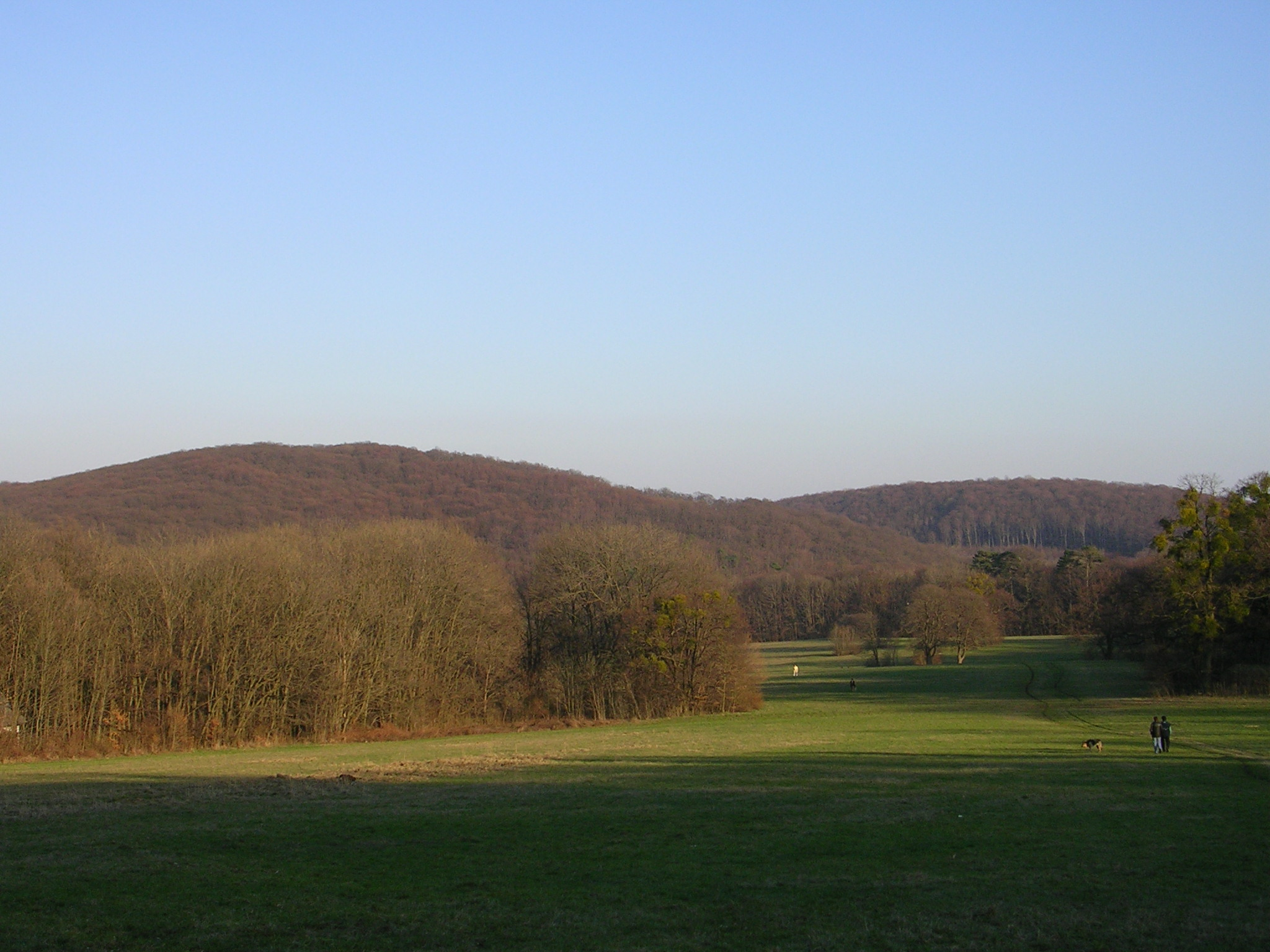
Michaelerberg und Schafberg

### Topographie
Der Bezirk Hernals liegt im Nordwesten des Wiener Stadtgebietes im Übergangsbereich der Alpen zum Wiener Becken. Mit 11,35 km² Fläche (rund 2,7 % der Fläche Wiens) ist es der zehntgrößte Wiener Gemeindebezirk. Das Bezirksgebiet erstreckt sich entlang des Verlaufs der heute kanalisierten Als zwischen dem Wienerwald und dem Gürtel. Die Als ist nach dem Wienfluss der zweitlängste Bach, der aus dem Wienerwaldgebiet in die Donau fließt. Höchste Erhebung des Bezirkes ist der Heuberg mit 464 Metern, ein bekannter Wetterwinkel. Hernals verfügt über mehrere ökologische Schutzgebiete. Das Landschaftsschutzgebiet Hernals umfasst im Wienerwald 5,93 km² und nimmt 52,3 % der Bezirksfläche ein. Kleinere, sogenannte Ökologische Entwicklungsflächen, liegen auf der Franz Glaser-Höhe und im Bereich Stefan-Zweig-Platz/Korngasse.
Der Bezirk ist heute durch große Unterschiede zwischen seinem Ost- und seinem Westteil gekennzeichnet. Während die östlichen, zentrumsnahen Bezirksteile (Hernals sowie das angrenzende Dornbacher Frauenfeld), die auf einem Sechstel des Bezirksgebietes rund drei Viertel der Bezirksbevölkerung aufnehmen, durch gründerzeitliche Bebauung und hohe Einwohnerdichte gekennzeichnet sind, finden sich im Westteil (Dornbach, Neuwaldegg, Heuberg) Villenviertel, alte Dorfkerne und Gemeindebauten in Grünruhelage, mitunter auch Weingärten.
Die hauptsächliche Verkehrs- und Entwicklungsachse des Bezirks ist die auf einen römischen Verkehrsweg zurückgehende Hernalser Hauptstraße, die im weiteren Verlauf Richtung Wienerwald Dornbacher bzw. Neuwaldegger Straße genannt wird und in die L120 nach Tulln mündet. Die Grenzen zu den Nachbarbezirken Währing und Ottakring verlaufen vor allem im zentrumsnahen Bereich oft mitten durch dicht verbautes Gebiet.

### Bezirksteile
Die ursprünglich selbständigen Vororte Hernals, Dornbach und Neuwaldegg wurden im Jahr 1892 eingemeindet und bilden heute den 17. Bezirk. Die Grenzen der ehemaligen Gemeinden haben sich heute noch in den Grenzen der drei bestehenden, gleichnamigen Katastralgemeinden erhalten, wobei Hernals den dicht verbauten Osten und Neuwaldegg den bewaldeten Nordteil des Bezirksgebietes einnimmt. Dornbach, das den Südwesten des Bezirksgebietes einnimmt, besteht aus einem dichter verbauten Gebiet im Osten und dem Waldgebiet des Heubergs im Westen.
Eine Gliederung des Bezirksgebiets besteht ferner in den Zählbezirken der amtlichen Statistik, in denen die Zählsprengel des Gemeindebezirks zusammengefasst sind. Die sechs Zählbezirke in Hernals sind Dornerplatz, Alt-Hernals, Äußere Hernalser Hauptstraße, Alszeile, Dornbach und Neuwaldegg. Die Grenzen der Zählbezirke Dornbach und Neuwaldegg stimmen jedoch nicht mit jenen der gleichnamigen Katastralgemeinden überein. Der Zählbezirk Äußere Hernalser Hauptstraße befindet sich beiderseits der Grenze zwischen den Katastralgemeinden Hernals und Dornbach, die ungefähr im Bereich der Vorortelinie verläuft.

### Flächennutzung
Die Baufläche von Hernals umfasst 29,7 % (wienweit 33,3 %) der Bezirksfläche. Der Anteil der Wohnbaufläche am gesamten Bauland beträgt 90,9 % (zweithöchster Anteil in Wien). Dementsprechend ist der Anteil der Betriebsbaugebiete (2,8 % der Baufläche) sowie der Flächen, die dem kulturellen, religiösen, sportlichen oder öffentlichen Bereich dienen (5,4 %), gering.
Grünflächen nehmen in Hernals 59,6 % der Bezirksfläche ein, womit Hernals der drittgrünste Bezirk ist. 66,5 % der Grünfläche entfallen auf Wälder, 12,1 % auf Wiesen und 11,4 % auf Kleingärten. Sport- und Freizeitflächen (3,7 %) und landwirtschaftliche Nutzflächen (2,4 %) nehmen nur einen geringen Umfang der Hernalser Grünflächen ein. Das einst bedeutende Weinbaugebiet ist bis auf einen letzten Rest am Kleinen Schafberg verschwunden.
Der Anteil der Verkehrsflächen am Bezirksgebiet ist mit 10,3 % sehr gering, Gewässer nehmen 0,4 % des Bezirksgebietes ein.
| Baufläche | Baufläche      | Baufläche                 | Grünfläche     | Grünfläche | Grünfläche | Grünfläche | Grünfläche  | Grünfläche       | Gewässer | Verkehrsflächen |
| 336,9     | 336,9          | 336,9                     | 675,91         | 675,91     | 675,91     | 675,91     | 675,91      | 675,91           | 4,01     | 117,01          |
| --------- | -------------- | ------------------------- | -------------- | ---------- | ---------- | ---------- | ----------- | ---------------- | -------- | --------------- |
| Wohnbau   | Betriebsgebiet | öffentliche Einrichtungen | Landwirtschaft | Parks      | Wälder     | Wiesen     | Kleingärten | Freizeit-Flächen |          |                 |
| 306,11    | 9,55           | 18,25                     | 15,88          | 27,21      | 449,4      | 76,88      | 81,48       | 25,05            |          |                 |

### Nachbarbezirke und Nachbargemeinden
Der Bezirk Hernals grenzt im Nordwesten an die niederösterreichische Gemeinde Klosterneuburg. Im Westen grenzt Hernals zudem an den 14. Bezirk, Penzing, wobei die Bezirksgrenze entlang des Dornbachs und der Amundsenstraße verläuft. Die südliche Bezirksgrenze gegenüber dem 16. Bezirk, Ottakring, liegt zunächst im Waldgebiet zwischen Heuberg und Gallitzinberg und verläuft im Anschluss in östlicher Richtung durch verbautes Gebiet bis zum Gürtel, der Hernals im Osten vom 8. Bezirk, Josefstadt, und vom 9. Bezirk, Alsergrund, trennt. Im Norden verläuft die Bezirksgrenze gegenüber dem 18. Bezirk, Währing, durch dicht verbautes Gebiet und entlang des Höhenrückens des Schafbergs. Im Nordwesten grenzt Hernals auch an den 19. Bezirk, Döbling, bzw. dessen Bezirksteil Salmannsdorf.
Seit den 1990er Jahren kam es fünfmal zu kleineren Änderungen bei den Bezirksgrenzen. 1990 wurde die Grenze zu Währing im Bereich zwischen Czartoryskigasse und Herbeckstraße verschoben, was für Hernals einen kleinen Gebietsverlust bedeutete. Im Bereich Savoyenstraße, Wilhelminenstraße und Oberwiedenstraße gewann Hernals 1992 ein kleines unbebautes Gebiet vom Gemeindebezirk Ottakring dazu. 1995 erhielt Hernals von Währing im Bereich Höhenstraße, Keylwerthgasse und Salmannsdorfer Straße ein Wohngebiet zugeschlagen und 1998 wurde die Grenze zu Ottakring (im Bereich Spinozagasse zwischen Steinmüllergasse und Rosenackerstraße) ein Stück Richtung Norden verschoben. Die bislang letzte Grenzänderung erfolgte 2001 im Bereich des Kongressparks, der seitdem vollständig auf Ottakringer Gebiet liegt.

## Bezirkswappen
Das Hernalser Wappen ist dreigeteilt und repräsentiert die drei ehemaligen selbständigen Gemeinden Hernals, Dornbach und Neuwaldegg.
- Die obere Hälfte des Wappens ist Hernals gewidmet und zeigt eine blaue Weintraube auf rotem Grund. Das Wappen von Hernals steht dabei für die ehemalige Lebensgrundlage der Hernalser Weinbauern.
- Der vom Betrachter aus gesehen linke (heraldisch rechte) untere Teil des Wappens repräsentiert den Ort Dornbach durch zwei silberne, gekreuzte Schlüssel auf goldenem Grund. Die Schlüssel symbolisieren dabei das Benediktiner-Stift Sankt Peter in Salzburg, das die Grundherrschaft über Hernals innehatte.
- Die rechte untere Seite ist wiederum Neuwaldegg gewidmet, wobei das dargestellte Häuschen mit zwei Bäumen auf einer grünen Wiese mit Weg den ehemaligen Herrensitz symbolisiert.

## Geschichte

### Das Werden eines Großstadtbezirks (1892–1914)

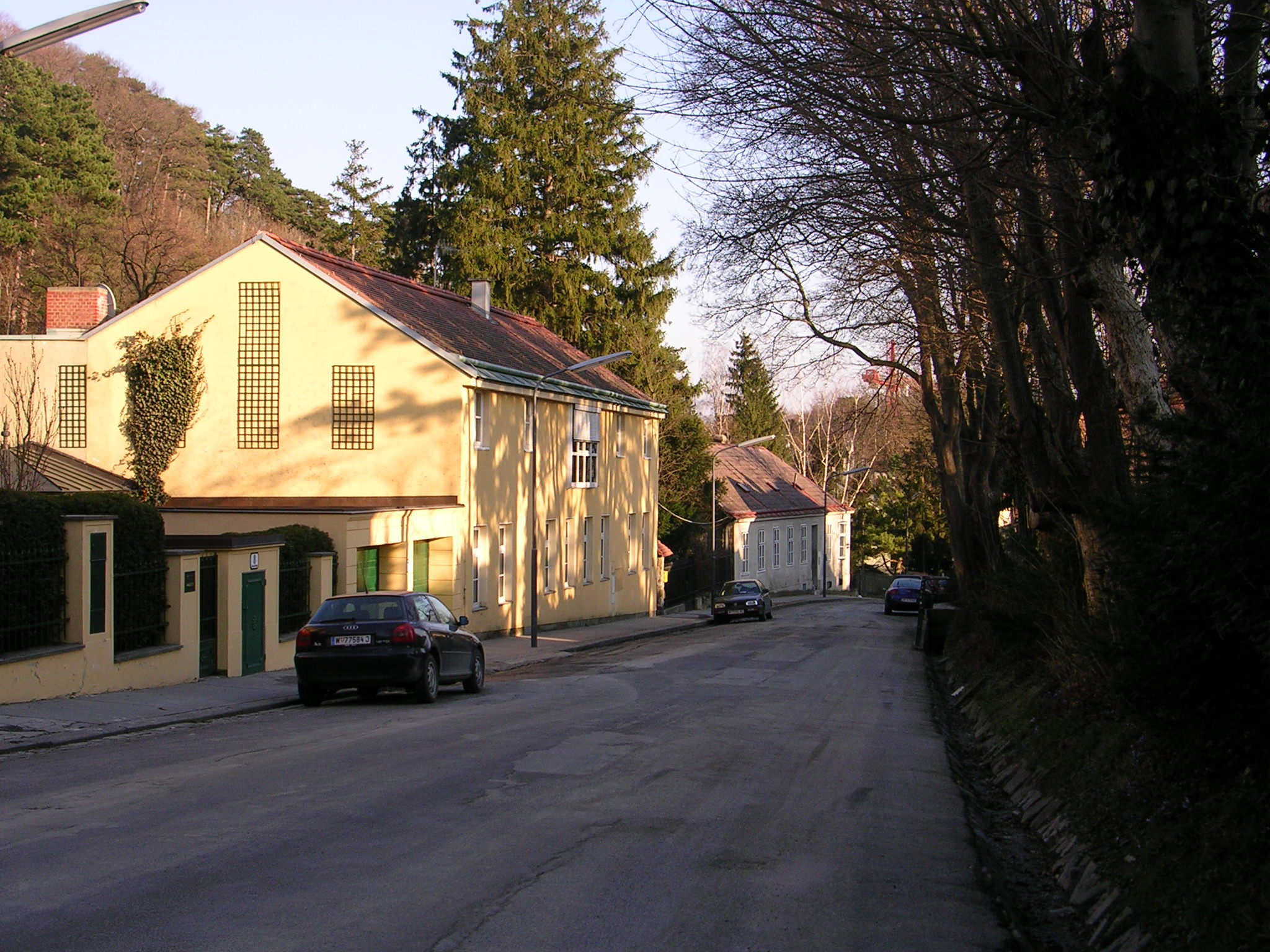
Artariastraße in Neuwaldegg

Der 17. Wiener Gemeindebezirk, Hernals, entstand durch die 1890 vom Niederösterreichischen Landtag beschlossene und mit 1. Jänner 1892 wirksam gewordene Eingemeindung der vormals unabhängigen Vorortgemeinden Hernals, Dornbach und Neuwaldegg, deren Geschichte bis zur Vereinigung mit Wien in den entsprechenden Lemmata behandelt wird.
Die Längsform des 1890 geschaffenen Bezirks in West-Ost-Richtung (74.657 Einwohner) entspricht der traditionellen Besiedlungsachse entlang der Als und ihren Nebengewässern, die allerdings nach 1870 durch Einwölbungen sukzessive aus dem Ortsbild verschwanden. Die Vorortgemeinde Hernals war nicht nur die bei weitem bevölkerungsreichste der drei eingemeindeten und deshalb namensgebend, sondern mit 70.933 Einwohnern auch die nach Wien größte Gemeinde Niederösterreichs. Sie war aber längst mit den ähnlich bevölkerungsreichen Nachbargemeinden Ottakring, Neulerchenfeld (beide nun 16. Bezirk) und Währing (nunmehr 18. Bezirk) zu einer Vororteagglomeration zusammengewachsen, die fast eine Viertelmillion Einwohner zählte.
Nach der Eingemeindung wurden die Besiedlungslücken zwischen Hernals und Dornbach durch den Neubau von Zinshäusern im spätgründerzeitlichen Raster zwischen Rosensteingasse und Güpferlingstraße geschlossen. Dadurch entstand ein neuer, dichtbesiedelter Stadtteil (Äußeres Hernals) beiderseits einer als Allee ausgestalteten Hauptstraße, dessen räumliche und bauliche Struktur sich vom früh- und hochgründerzeitlich geprägten inneren Hernals (auch: Alt-Hernals) unterscheidet.
Zu den weiteren wesentlichen Neuerungen im Jahrhundertwende-Großstadtbezirk Hernals zählten die Abtragung des Linienwalls, die Demolierung bekannter Vergnügungsetablissements in seinem Umfeld zugunsten des Ausbaus des Gürtelboulevards und des Baus der Gürtellinie der Wiener Dampfstadtbahn (ab 1925 Wiener Elektrische Stadtbahn, heute U6), der Bau der Vorortelinie (ehemals Dampfstadtbahn, heute S45), die Verlegung des Hernalser Markts auf den heutigen Zimmermannplatz (9. Bezirk) sowie die Eröffnung des ersten kommunalen Hallenbads (Jörgerbad).

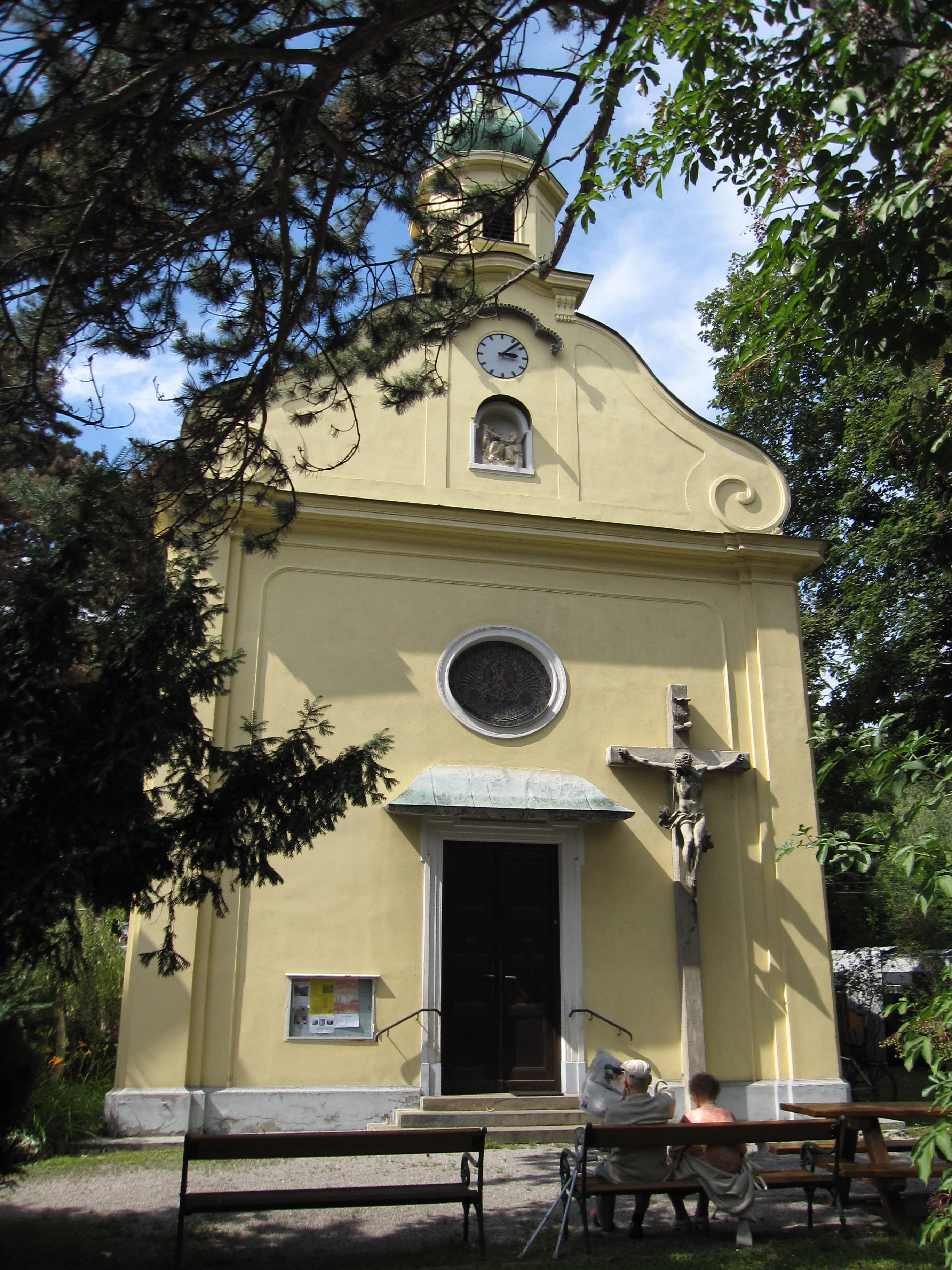
St. Annakapelle in Dornbach

### Rotes Wien, Faschismus und Wiederaufbau (1918–1955)
Zur Regierungszeit der Sozialdemokratischen Arbeiterpartei im sogenannten Roten Wien wurde in Hernals nach dem Ersten Weltkrieg besonders der kommunale Wohnbau forciert. 1922 wurde nach dem Entwurf von Karl Ehn in der Balderichgasse der erste Gemeindebau mit 164 Wohnungen errichtet. Der größte in Hernals errichtete Gemeindebau der Zwischenkriegszeit war der 1929 übergebene im nördlichen Bereich der Wattgasse mit 294 Wohnungen. Wegen ihrer bemerkenswerten Architektur bekannt sind auch der 1924 / 1925 nach Plänen von Josef Frank errichtete Wiedenhoferhof am Kongressplatz und der Holyhof (1928 / 1929) des Wagner-Schülers Rudolf Perco. Aufgrund des finanziellen Drucks der Bundesregierung ging der Wohnbau schließlich stark zurück; der Anteil der Gemeindewohnungen in Hernals blieb mit 1.467 Wohnungen unter dem Wiener Durchschnitt.
Nach dem Schattendorfer Urteil kam es auch in Hernals zu Unruhen, am 15. Juli 1927 wurde die Polizeiwachstube in der Hernalser Hauptstraße 158 von aufgebrachten Demonstranten gestürmt. Diese schleppten das Inventar der Wachstube auf die Straße und zündeten es an. Zwei durch das Feuer in Mitleidenschaft gezogene Alleebäume wurden später als Revolutionsbäume gepflegt, gingen jedoch Mitte der 30er Jahre ein. Die Unruhen gingen am 16. Juni weiter, fünf Menschen starben an diesem Tag in Hernals.
Die Februarkämpfe 1934 fanden hingegen abseits von Hernals statt. Durch das Verbot der Sozialdemokraten wurde jedoch die Bezirksvertretung obsolet und von der Ständestaatsdiktatur ein neuer Bezirksvorsteher eingesetzt. Von März 1938 an fand in der Zeit des Nationalsozialismus in Hernals wie in ganz Wien die Entrechtung, Beraubung, Vertreibung bzw. Deportation der jüdischen Wiener statt. Der Deportation nach Osten folgte oft der Mord.
Der Zweite Weltkrieg endete in Hernals mit dem Einmarsch der Roten Armee am 7. April 1945. Sowjetische Soldaten blieben bis Ende August 1945 in Hernals, mit 1. September 1945 wurden sie von amerikanischen Besatzungstruppen abgelöst. Neben dem Wiederaufbau der zerstörten Häuser galt das Hauptaugenmerk dem Bau neuer Wohnungen. Allein bis 1955 wurden in Hernals 1.050 kommunale Wohnungen vergeben, bis 1991 kamen 2.948 weitere Wohnungen hinzu.

### Hernals seit 1955

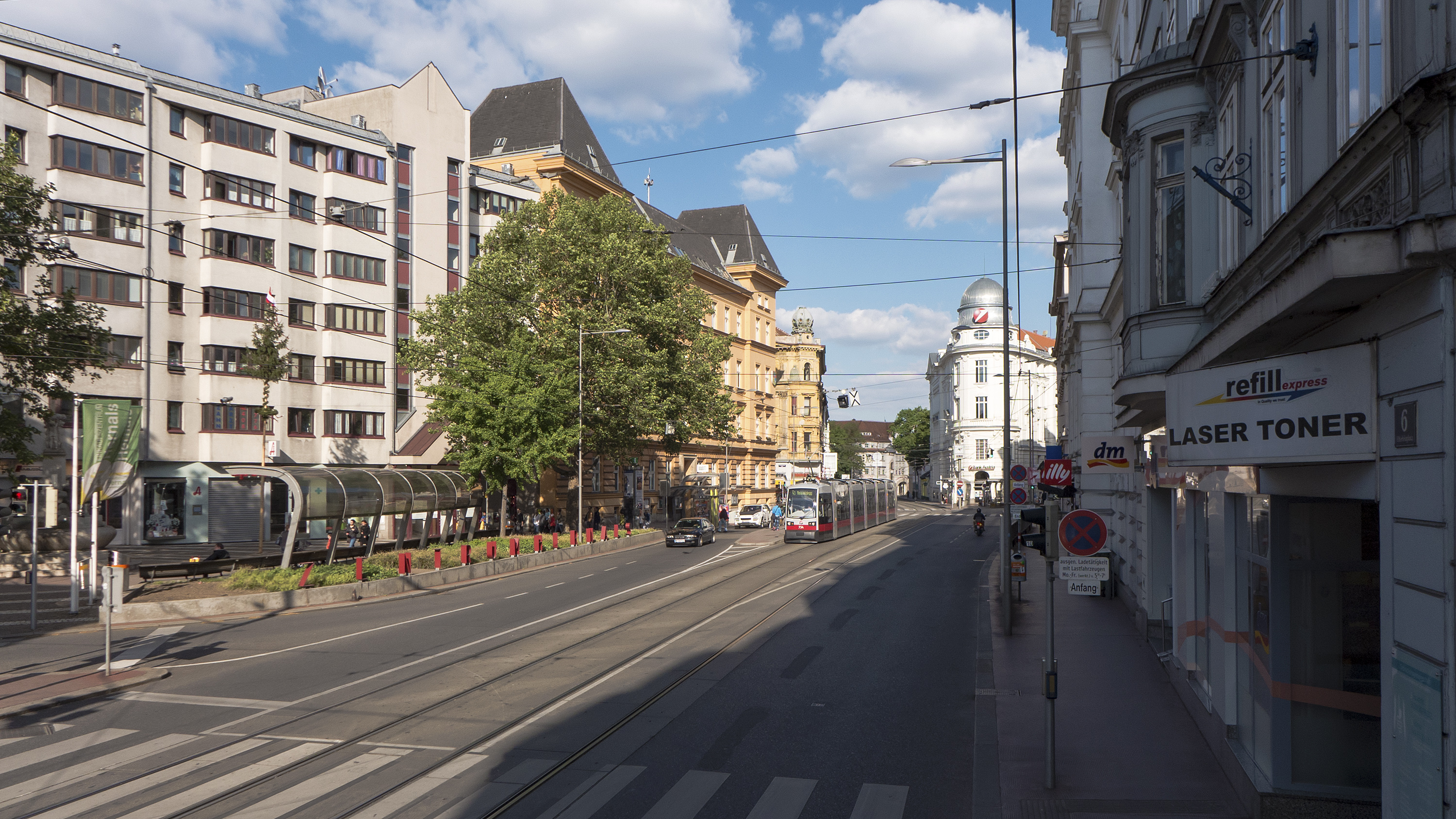
Elterleinplatz mit dem neuen Bezirkszentrum (links im Bild), nach der Umgestaltung 2008–10.

In der Nachkriegszeit kam es infolge der Massenmotorisierung und ihren Begleiterscheinungen zu einer dramatischen Abwertung der Gründerzeitviertel westlich des Gürtels. Das führte im Zusammenhang mit einer Suburbanisierung und dem Zuzug von zumeist einkommensschwachen Zuwanderern in abgewohnte Substandardwohnungen zur Wahrnehmung dieser Stadtregion als urbane Problemzone. Auch die Hernalser Hauptstraße, die wichtigste Geschäftsstraße und traditionelles Nahversorgungszentrum der Hernalser, begann unter dem Konsum- und Mobilitätswandel zu leiden, was sich in einem steigenden Geschäftsleerstand niederschlug.
Seit den 1980er Jahren sind allerdings in manchen Bereichen positive Entwicklungen zu verzeichnen. Auf kulturellem Gebiet brachte die Eröffnung der Veranstaltungsorte Kulisse und Metropol Impulse, die stadtweit wahrgenommen wurden und den Ruf von Hernals als kulturelle Wüste zumindest relativierten. Die Gegend um den Elterleinplatz profitierte im selben Jahrzehnt von der Errichtung eines ‚Bezirkszentrums‘ nach Plänen des bekannten Architekten Harry Glück. 1986 eröffnet, vereint es in einem Häuserblock Amtshaus, Volkshochschule, Städtische Bücherei, ein ebenerdiges Einkaufszentrum, eine Tiefgarage sowie 111 Gemeindewohnungen. Für die hinteren Bezirksteile wirkte sich hingegen die Reaktivierung (1987) der Vorortelinie der Wiener Stadtbahn als Schnellbahnlinie S45 positiv aus, vor allem seit der 1998 ermöglichten Anbindung an die U3 über die zeitnah erreichbare Nachbarstation Wien Ottakring. Im selben Gebiet kam es seither zu einer Verdichtung durch meist private Bautätigkeit (mit Ausnahme des Bruno-Kreisky-Hofs), die eine Deindustrialisierung dieser vormals funktional gemischten Gegend am Rand der Wiener Kernstadt begleitet.

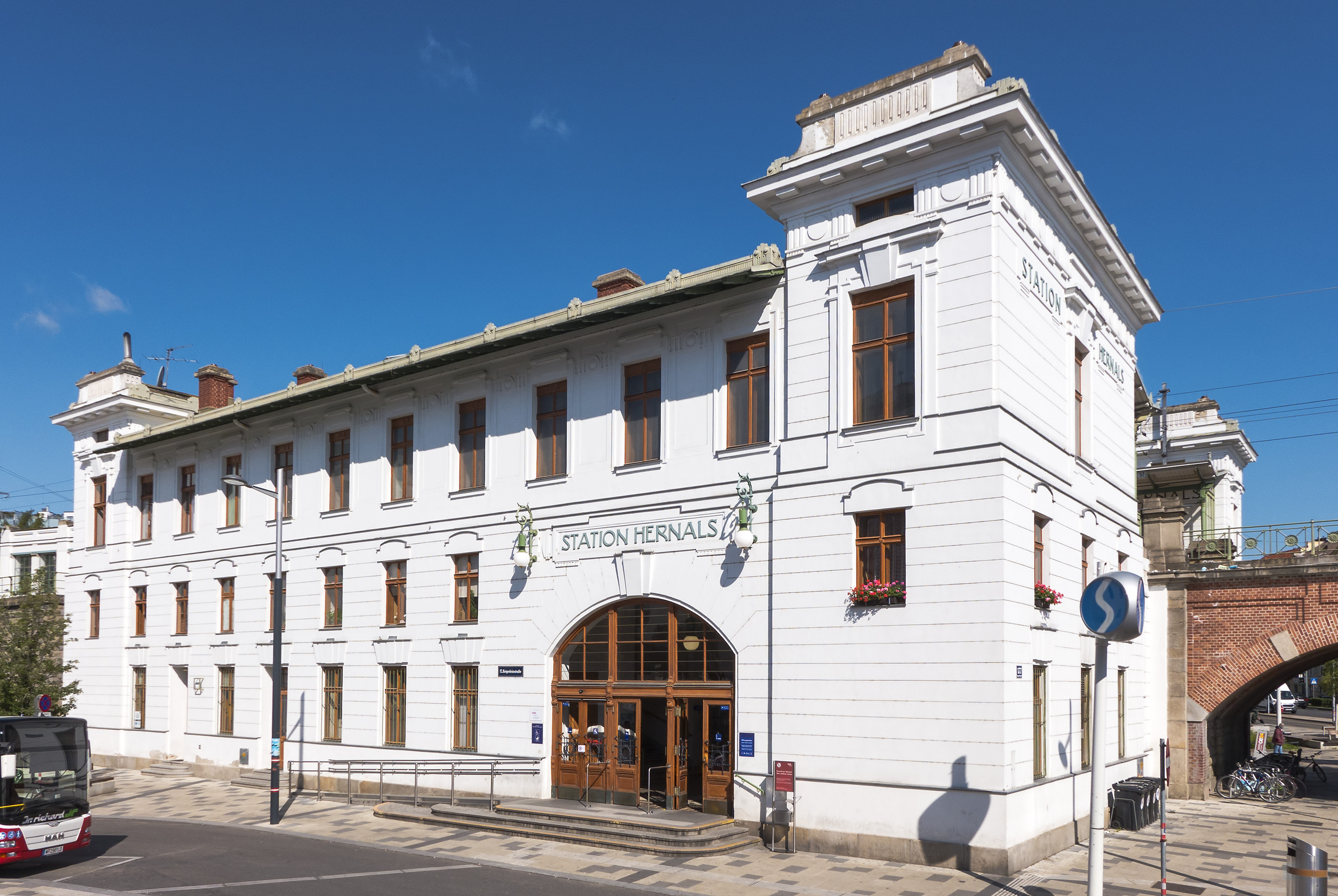
Der 1987 revitalisierte Bahnhof Wien Hernals.

Zur Jahrtausendwende trat auch im Westgürtelbereich ein von umfassenden Regenerationsprojekten losgetretener Wandel ein, der zu nicht unbeträchtlichen Teilen von EU-Geldern getragen wurde. In den Gürtelbögen der Stadtbahn, im Yppenplatzviertel und entlang der Ottakringer Straße etablierte sich eine Kunst- und Lokalszene, die das Gebiet für Alternative wie auch junge Menschen mit Migrationshintergrund aus dem früheren Jugoslawien interessant machte. Der mit dieser Aufwertung verbundene Wohnkostenanstieg machte sich zuerst im benachbarten Ottakring, zuletzt auch im angrenzenden Hernals bemerkbar, dessen Image als abgewohnter Außenbezirk nun im Wandel begriffen ist. Im Zusammenhang mit der Reurbanisierung Wiens, die in den letzten Jahrzehnten zu einer Revitalisierung der Innenbezirke geführt hat (und zu einer damit verbundenen sozio-ökonomischen Polarisierung), gewinnt auch Hernals wegen seiner Zentrumsnähe, einer guten öffentlichen Verkehrsanbindung, seiner Nähe zu Naherholungsräumen und vergleichsweise moderaten Wohnkosten an Popularität.

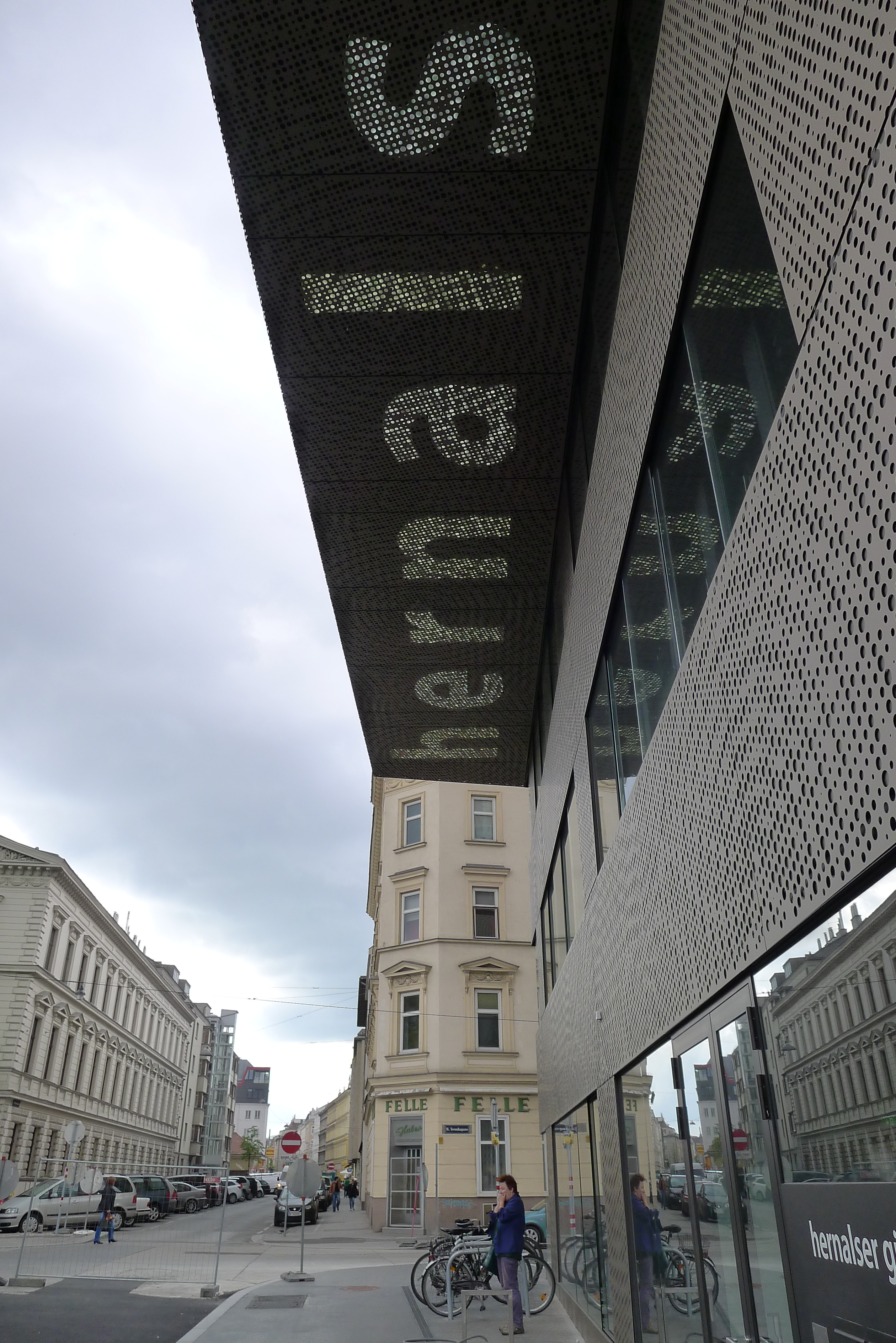
Hernalser Hochhaus am Gürtel

Die wichtigen Verkehrsknotenpunkte Elterleinplatz (gemeinsam mit dem Bartholomäusplatz um die Kalvarienbergkirche als ‚Zentralraum Hernals‘ bezeichnet) und das Umfeld des Bahnhofs Wien-Hernals wurden 2008/10 und 2014/5 umgestaltet. In der näheren Zukunft werden beide Verkehrsknotenpunkte zudem von einer Anbindung ans U-Bahn-Netz (U5-Station Elterleinplatz) bzw. eine Verlängerung der S45 ins wichtige Stadtentwicklungsgebiet entlang des Handelskais profitieren (siehe Donau City und Campus WU). Die positiven Entwicklungen der letzten Jahre dürfen aber nicht über ungelöste Strukturprobleme hinwegtäuschen. Der Hernalser Hauptstraße etwa gelingt der Spagat zwischen zentraler Bezirksgeschäftsstraße und von Durchzugsverkehr geprägter Ausfallstraße schon lange nur bedingt. Dem hohen Verkehrsaufkommen entlang dieser Hauptachse des Bezirks ist auch die mangelnde Aufenthaltsqualität im öffentlichen Raum geschuldet. Im zentrumsnahen Gebiet von Hernals ist zudem der Mangel an Grün- und Naherholungsräumen akut. Auch die Überbelastung der Straßenbahnlinie 43, die entlang der Hauptachse des Bezirks den Wienerwald mit dem Stadtzentrum verbindet, kann durch Taktverdichtungen nur mehr zeitweise abgeschwächt werden.

## Demographie

### Bevölkerungsentwicklung
Bei seiner Bildung Ende des 19. Jahrhunderts hatte der Bezirk Hernals 74.696 Einwohner. Bis zum Jahre 1910 wuchs die Bevölkerung um über 60 Prozent auf 103.000 an. In der Folge setzte jedoch in der Bevölkerungsentwicklung eine Schrumpfung ein, die bis 2001 angehalten hat. Nur in den 1980er Jahren gab es ein leichtes Bevölkerungswachstum in Hernals, bis zur letzten Volkszählung 2001 schrumpfte die Wohnbevölkerung aber erneut auf nun 47.610. Seit 2001 wird nun wie in den anderen Bezirken ein Bevölkerungswachstum festgestellt. Die MA18 (Stadtentwicklung und Stadtplanung) prognostiziert eine Bevölkerungsentwicklung von 50.867 Personen (2005) auf 65.589 (2035), also einen Zuwachs von 14.722, der primär in den Gründerzeitvierteln zwischen Gürtel und Vorortelinie stattfinden könnte. Anfang 2015 lag die Bevölkerungszahl bei 55.536.

### Bevölkerungsstruktur
Die Bevölkerungsstruktur in Hernals spiegelt großteils den Wiener Durchschnitt wider. 21,4 Prozent der Hernalser sind 60 Jahre alt oder älter, 52,8 Prozent der Bevölkerung sind weiblich. Mit 28,8 Prozent wesentlich höher als der Wiener Durchschnitt liegt hingegen der Anteil der Ausländer an der Bezirksbevölkerung. Den höchsten Anteil stellen dabei laut Volkszählung 2001 mit 33,9 Prozent Staatsbürger aus Serbien und Montenegro vor Türken (14,7 Prozent) und Bosniern (9,7 Prozent).
Von den 40.665 Bewohnern von Hernals, die 2001 über 15 Jahre alt waren, haben 12,6 Prozent eine Universität, Fachhochschule oder Akademie als höchste Schulbildung abgeschlossen (wienweit: 11,8 Prozent). Weitere 15,6 Prozent haben eine Matura absolviert (wienweit: 15,7 Prozent), 35,5 Prozent hatten einen Lehrabschluss oder eine berufsbildende mittlere Schule (wienweit: 39,2 Prozent) und 36,3 Prozent der Hernalser haben die Pflichtschule als höchsten Abschluss (wienweit: 33,2 Prozent).
Das durchschnittliche Jahresnettoeinkommen eines Arbeitnehmers lag 2004 bei 17.768 Euro (Wien: 18.489 Euro), das eines Pensionisten bei 16.600 Euro (Wien: 16.412 Euro). Der männliche Bevölkerungsanteil verdiente 19.940 Euro netto (Pensionist: 19.780 Euro), hingegen verdiente die weibliche Bevölkerung nur 15.329 Euro netto (Pensionistin: 14.531 Euro). Insgesamt betrachtet liegt das Einkommen von Hernalser Arbeitnehmern zirka vier Prozent unter dem Wiener Durchschnitt, jenes der Pensionisten knapp darüber.

### Religion
Das Religionsbekenntnis der Hernalser verteilt sich folgendermaßen: 47,4 Prozent sind römisch-katholisch, 23,4 Prozent ohne Bekenntnis, 9,4 Prozent orthodox, 9,4 Prozent islamisch, 4,1 Prozent evangelisch. Die vier römisch-katholischen Pfarren im Gemeindebezirk bilden das Stadtdekanat 17.
Vor 1938 existierte in Hernals eine kleine jüdische Gemeinde. Es gab zwar keine Synagoge, aber das Vereinsbethaus Gemilath Chesed („Man übt Gnade“) in der Thelemangasse 8, das 1929 gegründet wurde. Der Obmann war Julius Krupnik und der Rabbiner Markus Leib Habermann. Das Vereinsbethaus wurde wie alle anderen jüdischen Einrichtungen von den Nazis geschlossen und die Gemeindemitglieder entweder zwangsemigriert oder deportiert und ermordet. Heute befindet sich in der Thelemangasse 8 die kleine Sultanahmet Moschee.
Das Gebäude Thelemangasse 8 sowie die Hausnummern 2, 4, 6 waren im Besitz der Eisenwarenfabrikanten Mandelbaum, die 1940 nach England fliehen mussten. Der Enkel vom Gründer Bernhard Mandelbaum ist der amerikanische Autor Frederic Morton (geboren als Fritz Mandelbaum), der in der Thelemangasse 8 aufwuchs und die Realschule BRG 17 besuchte.

## Politik

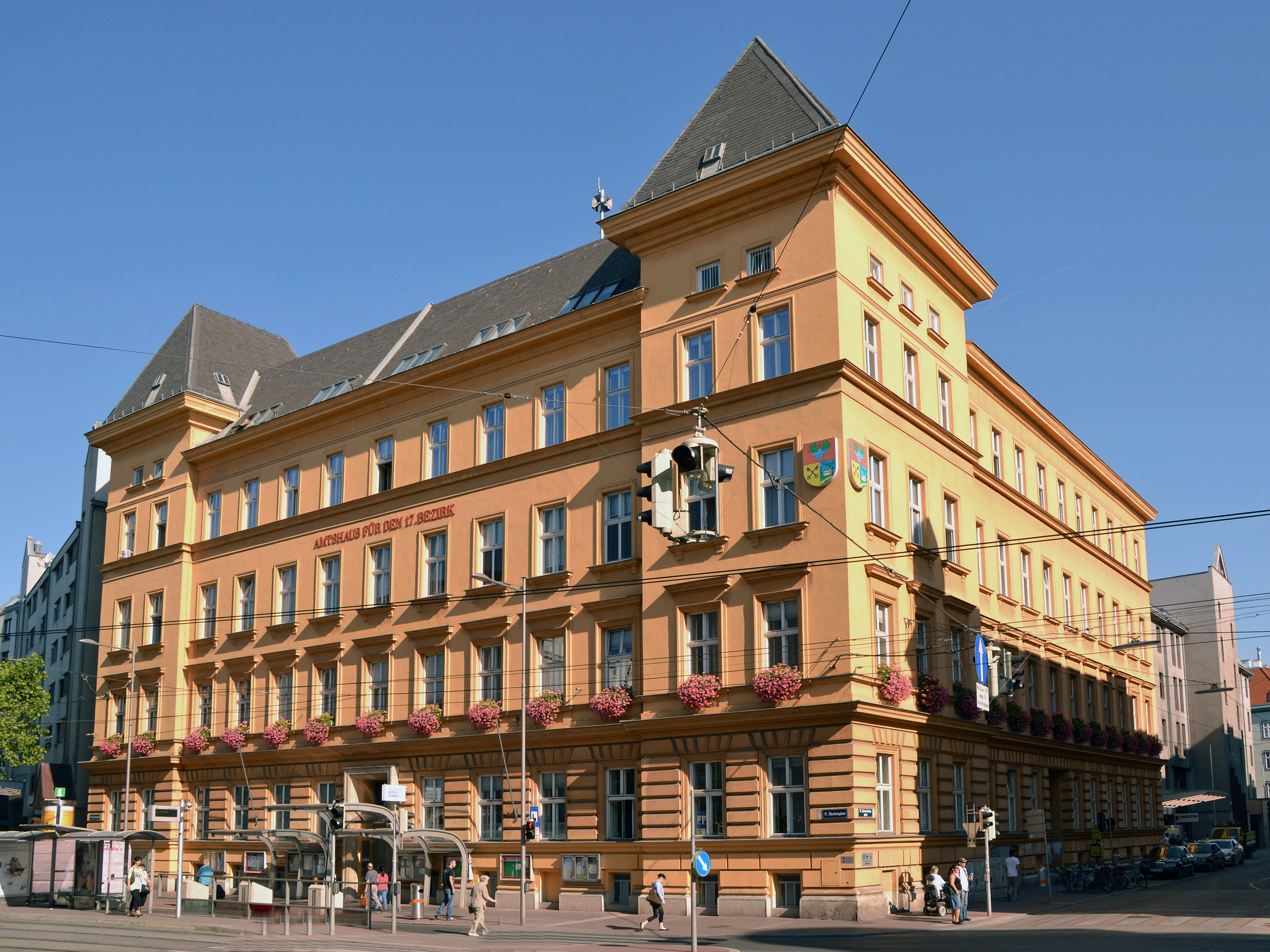
Bezirksamt Hernals

Hernals wurde durch das Kurienwahlrecht an der Wende des 19. zum 20. Jahrhundert von der Christlichsozialen Partei regiert. Franz Helbling, der letzte Bürgermeister von Hernals, wurde 1891 zum Bezirksvorsteher erkoren. Bei den ersten allgemeinen Wahlen errangen jedoch die Sozialdemokraten in Hernals mit 58 Prozent die absolute Mehrheit vor den Christlichsozialen (27 Prozent) und den tschechisch-slowakischen Sozialdemokraten. Diese Verhältnisse blieben im Wesentlichen bis 1932 bestehen, jedoch verschwanden die Tschechoslowaken und die Nationalsozialisten legten 1932 auf Kosten der Christlichsozialen auf 17 Prozent zu. Als Bezirksvorsteher dominierte der Sozialdemokrat Anton Haidl von 1919 bis 1934 den Bezirk.
Bei den ersten Wahlen im November 1945 errang die SPÖ mit 57 Prozent wieder die absolute Mehrheit und stellt bis heute durchgehend den Bezirksvorsteher.
Am 24. März 2022 legte Ilse Pfeffer das Amt der Bezirksvorsteherin nach 20 Jahren zurück, Peter Jagsch wurde in der Sitzung der Bezirksvertretung zum Bezirksvorsteher gewählt und von Bürgermeister Michael Ludwig angelobt. Bezirksvorsteher-Stellvertreterin wurde Alice Seidl.

## Kultur und Sehenswürdigkeiten

### Zeitgenössisches Kunstgeschehen
Hernals ist seit der Gründerzeit bekannt für seine Etablissements und ein reges kulturelles auch untergründiges, kulturelles Treiben, heute vor allem Heimat einer großartig vielfältigen künstlerischen Szene. Nicht zuletzt hoher Lebensqualität und günstigen Mietpreisen zum Grunde, sind hier besonders viele junge Menschen angesiedelt.
Ein Kulturnetz Hernals (KNH) wurde 2011 als Plattform und Forum für eine nachhaltige kulturelle Vernetzung von künstlerischen Potentialen gegründet. Seither steht das Kulturnetz als freies und unabhängiges Kunst- und Kulturforum für die Erschließung und Sichtbarmachung von rezentem künstlerischen Geschehen in Hernals. Zunächst als mehrtägiges interdisziplinäres Festival konzipiert, bedient das Forum aktuell regional und international Residencies, vor allem multimediale Programmformate der Literatur, Filmkunst, Musik und Klanggestaltung, Formate aus der bildenden Kunst, Tanz- und Theaterproduktionen sowie Symposien zur Philosophie auch Diskussionskreise zur digitalen Anthropologie und vieles mehr. Die Spielstätte des Forums ist das in 60er Jahre Stilistik althergebrachte Kulturcafé Max, in der zur Hernalser Hauptstraße parallel verlaufenden Mariengasse – unter Freunden des Künstlerforums als inoffizielles Kulturzentrum in Wien gehandelt.
Zu den Stätten des zeitgenössischen Kunstschaffens und -konsums in Hernals zählen weiters, die Atelierhäuser in der Wattgasse, Steinergasse, Veronikagasse, Jörgerstraße, Hernalser Hauptstraße, Thelemangasse und der Kunstraum Ewigkeitsgasse im Yppenplatzviertel, wo sich in unmittelbarer Nähe das Veranstaltungszentrum Brunnenpassage befindet. Das arteum beim Alszeilen-Markt versteht sich als Zentrum für Bildhauerei in Hernals.

### Theater und Spielhäuser
Trotz des freien Arbeitergeistes, der umtriebige Voyeure und Voyeurinnen weckte, sowie für die Freizeit eingerichtete Niederkünfte, hatten Theatergründungen in Hernals in früher Zeit wenig Erfolg. Für das im Revolutionsjahr 1848 geschlossene Josefstädter Theater wurde in Hernals ein Sommertheater gegründet, die Erste Wiener Nationalarena. Nach wenigen Jahren wurde das Theater aber geschlossen. Ebenso das 1966 gegründete Dornbacher Theater musste nach nur sechs Monaten schließen.

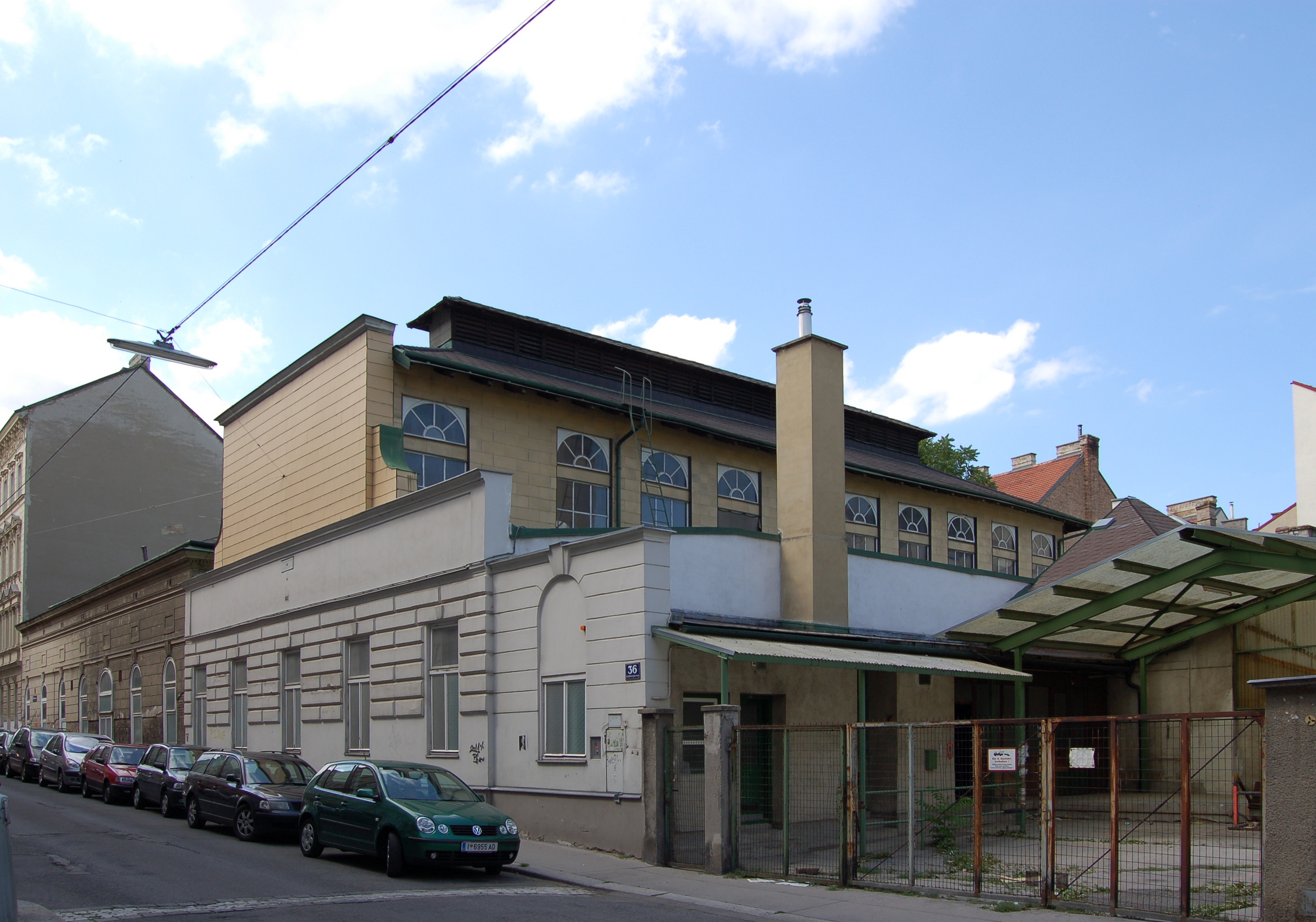
Etablissement Gschwandner, Ansicht Geblergasse 40

Das Etablissement Gschwandner ist ein Veranstaltungsgebäude an den Adressen Geblergasse 40 und Hernalser Hauptstraße 41. Es war ab den 1830er Jahren ein Heurigenlokal und hat sich, wie auch die Bier- und Weinschenke „der Brandstetter“, als eine der letzten vorstädtischen Vergnügungsstätten des 19. Jahrhunderts erhalten. Es wurde im Jahr 2017 restauriert und folgend unter dem neuen Namen „Reaktor“ wiedereröffnet. Das Gebäude steht unter Denkmalschutz.
Kleinere Theater gab es auch in der Zwischenkriegszeit, so etwa an der Ecke Dornbacherstraße/Vollbadgasse eine Bauernbühne, die 1948 vom Theater in Dornbach (Inhaber: Schauspieler Manfred Hoffmann, 1913–1991) einer Operettenbühne, übernommen wurde. Trotz ausverkaufter Vorstellungen musste das Theater wegen Geldproblemen bereits ein Jahr später schließen. Heute beherbergt Hernals zwei wichtige und bekannte Theaterbühnen. Im traditionsreichen Wiener Metropol kommen Musicals, traditionsreiche Konzerte und Kabaretts zur Aufführung, die Kulisse ist hingegen ein reines Kabaretttheater.

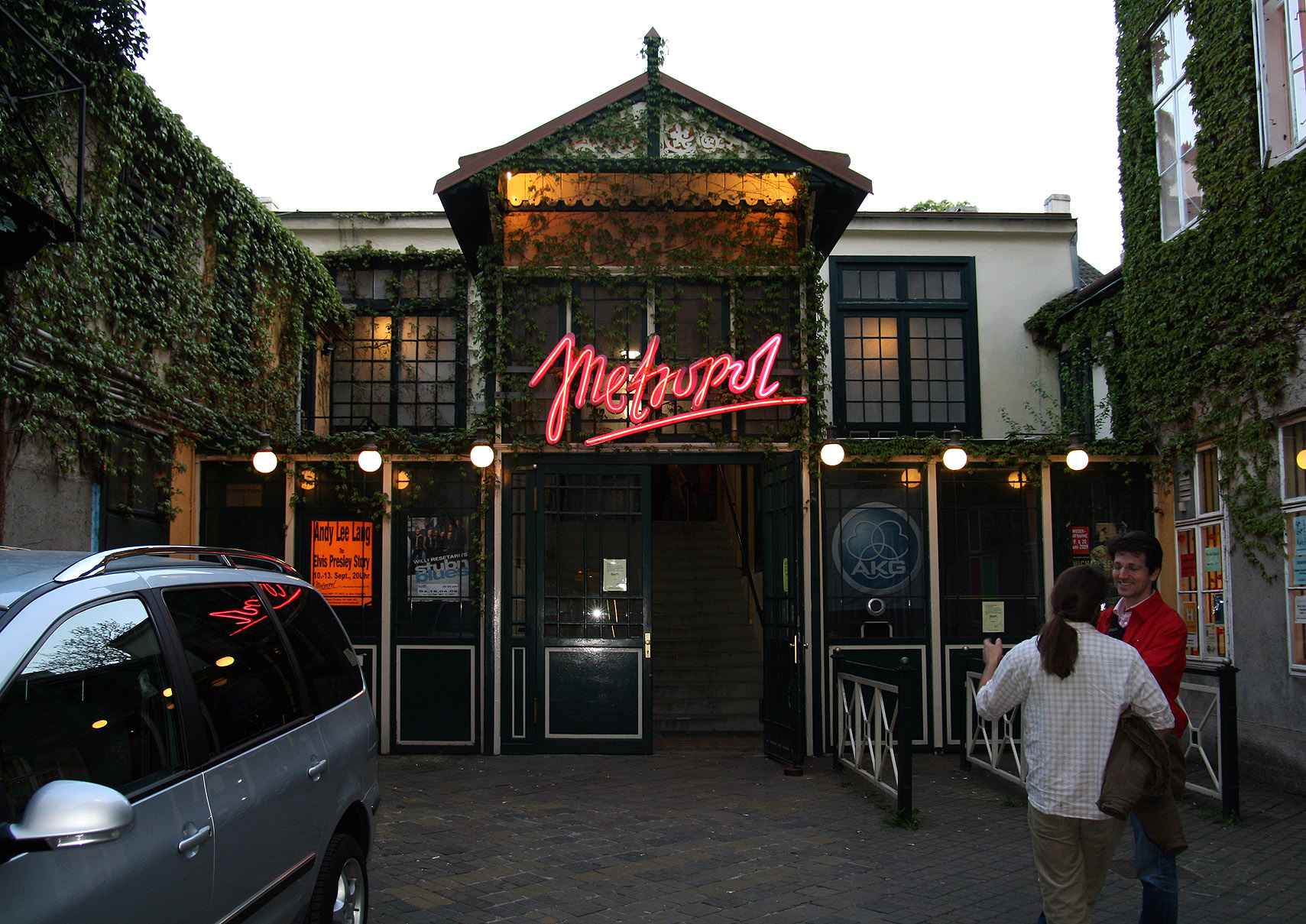
Das Veranstaltungslokal Metropol in Hernals.

### Museen und Ausstellungshäuser
In Hernals befinden sich das Wiener Schneekugelmuseum (Schumanngasse 87), das Fiakermuseum (Veronikagasse 12), das Wiener Ziegelmuseum (Guepflinggasse 33) und das Wiener Rettungsmuseum (Gilmgasse 18).
Das Bezirksmuseum Hernals (Hernalser Hauptstraße 72–74) widmet sich der Geschichte des Bezirks. Schwerpunkte sind die Brüder Schrammel, die Kalvarienbergkirche, der ehemals bedeutende Weinbau, die Belagerungen durch die Osmanen, die Hernalser Sonderrolle im Protestantismus sowie Schloss und Park Neuwaldegg. Anlässlich des 200. Todestags wurde 2001 eine permanente Sonderausstellung für Feldmarschall Franz Moritz von Lacy eingerichtet.

### Sehenswürdigkeiten
Die wichtigsten Sehenswürdigkeiten in Hernals sind die Kalvarienbergkirche und die Redemptoristenkirche. Im selben Zug genannt kommt das historische Jörgerbad und der Alszauberbrunnen mit Statuen eines Schrammel-Quartetts am Elterleinplatz. Wiens ältester Sportplatz, der Sportclubplatz (am Frauenfeld) befindet sich im Bezirksteil Dornbach. Im Bezirksteil Dornbach sind die Dornbacher Pfarrkirche, die Herz-Jesu-Sühnekirche und die St.-Anna-Kapelle außerdem erwähnenswerte Schauplätze; im Bezirksteil Neuwaldegg das Schloss Neuwaldegg, die Manner-Villa und der Schwarzenbergpark.

### Parks
Siehe auch: Liste der Wiener Parks und Gartenanlagen/Hernals

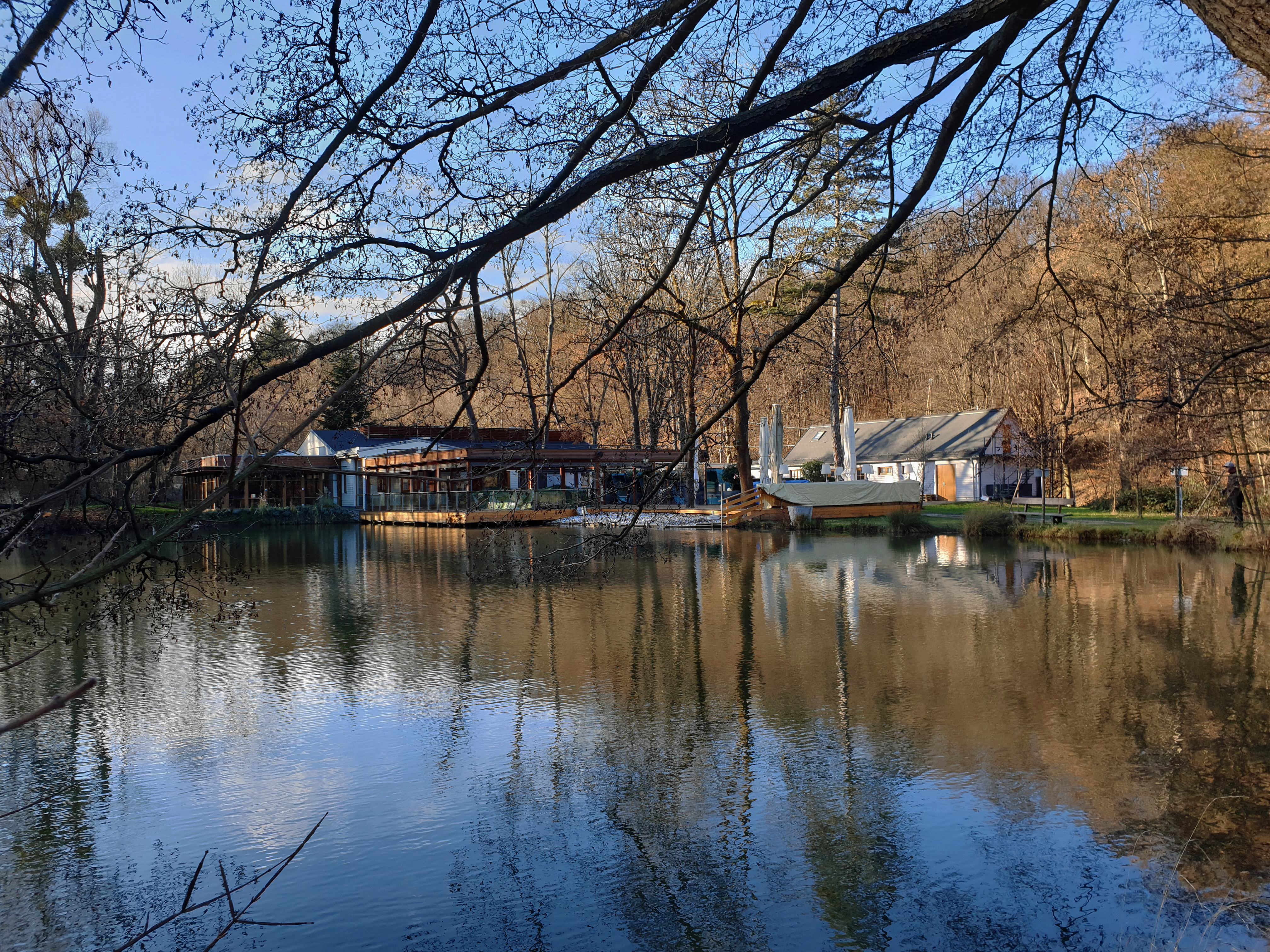
Hanslteich in Hernals

Hernals beherbergt den ältesten Landschaftsgarten Österreichs, den Schwarzenbergpark in Neuwaldegg, der direkt in den Wienerwald übergeht und rund 80 Hektar umfasst. Daneben finden sich in Hernals weitere kleine Parkanlagen wie der rund 17.000 Quadratmeter große Lidlpark mit zahlreichen japanischen Zierkirschenbäumen.
Über weniger als 10.000 Quadratmeter Fläche verfügen der Alexander-Lernet-Holenia-Park und der Josef-Kaderka-Park in Dornbach sowie der Pezzlpark in Hernals. Im März 2019 wurde in der Bezirksvertretungssitzung die Umbenennung des Lidlparks in Nöstlinger-Park und des Pezzlparks in Mortonpark beschlossen.
Der Hanslteich ist ein beliebtes Ziel für Spaziergänger und Ausflügler. Der Teich wurde zirka 1920 zur Eisgewinnung angelegt. Er wird vom Alserbach gespeist und ist von Wald und Wiese umgeben. Er ist frei zugänglich und wird zum Bootfahren genutzt.
Der 61.000 m² große Kongresspark in Ottakring grenzt direkt an Hernalser Gebiet.

## Infrastruktur & Wirtschaft

### Verkehr

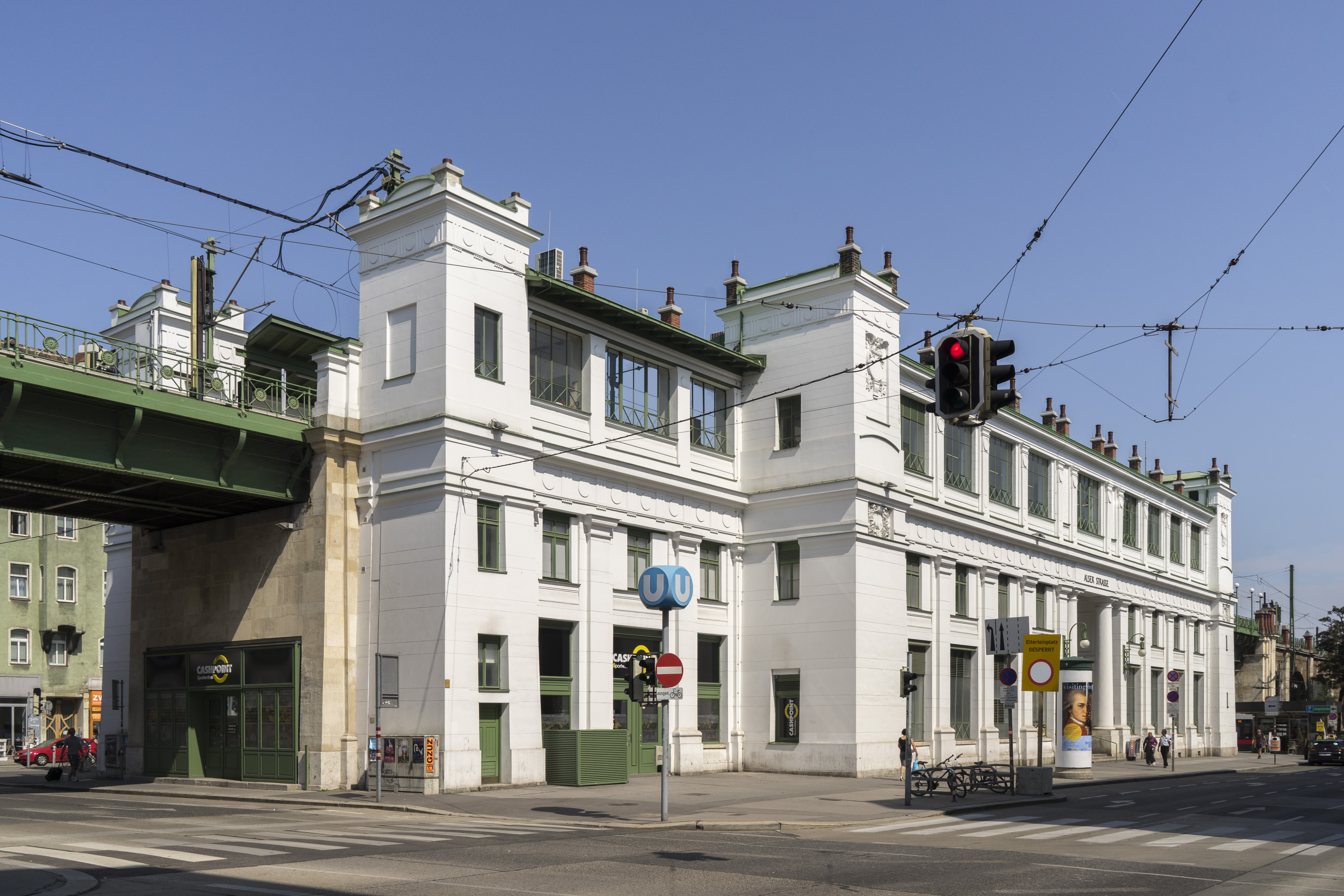
Ein in Hernals gelegener Abschnitt des Gürtels mit der U-Bahn-Station Alser Straße

Durch Hernals führt im Netz der Wiener S-Bahn die Bahnstrecke der Vorortelinie (S45), die im Bezirk mit der Station Wien Hernals eine Haltestelle besitzt. Unmittelbar jenseits der Grenze zum 9. Gemeindebezirk befindet sich die U-Bahn-Station Alser Straße der Linie U6. Die U5, die die Station Hernals an der Vorortelinie über den Hernalser Elterleinplatz mit dem Rathaus und von dort über die derzeitige U2-Strecke mit dem Karlsplatz verbinden soll, wird bis frühestens 2032 gebaut. Hernals ist außerdem durch Straßenbahn- und Autobuslinien an das öffentliche Verkehrsnetz angeschlossen. Als Hauptverkehrsader fungiert die Hernalser Hauptstraße.
Im äußersten Osten des Gemeindebezirks befindet sich ein mehrspuriger Teilabschnitt des Straßenzugs des Gürtels. Im Bezirksteil Neuwaldegg beginnt die durch die Berge des Wienerwalds verlaufende Höhenstraße. Auch die Wattgasse, die Hernals über die Schmelz mit Schloss Schönbrunn und dem Wiental verbindet, ist eine wichtige Nord-Süd-Verbindung.

### Gesundheit und Sport

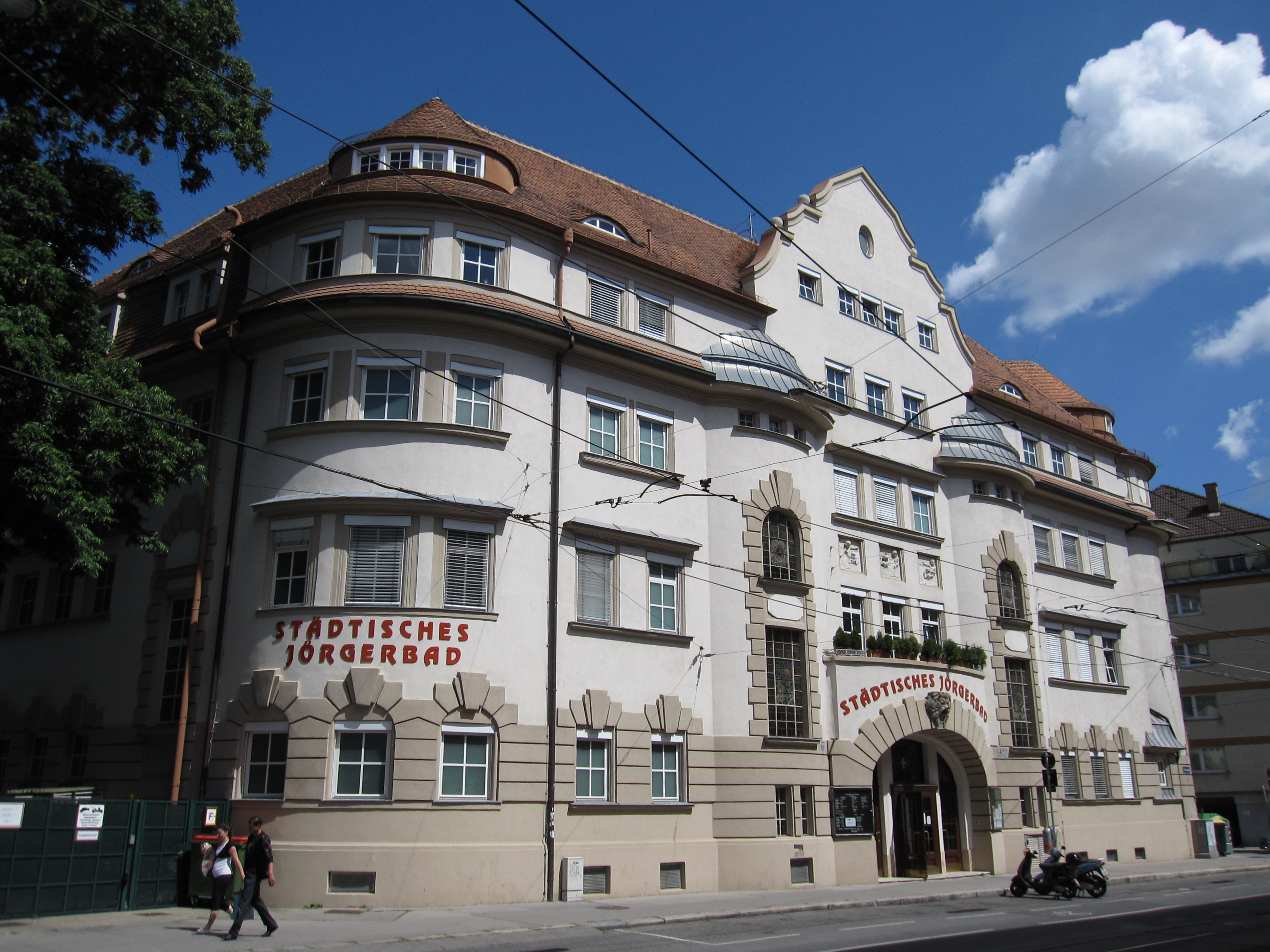
Das Jörgerbad der Stadt Wien

Einziges Krankenhaus in Hernals ist das 1935 von der Kongregation der Schwestern vom göttlichen Erlöser gegründete Krankenhaus Göttlicher Heiland. Darüber hinaus verfügt der Bezirk über drei Bäder: das Schafbergbad (Freibad), das im Jahr 1914 im Heimatstil errichtete traditionsreiche Jörgerbad sowie das privat geführte Neuwaldegger Bad (Freibad), am Rande des Wienerwaldes. Mit dem Postsportplatz und dem Sportzentrum Marswiese bietet Hernals zwei Stätten für Freizeitsport. Der Wiener Sportclubsplatz in Hernals gilt über dies mit seiner Eröffnung im Jahr 1904 als der älteste noch bespielte Fußballplatz Österreichs. In Hernals findet der Wiener Sportclub seinen Beginn.

### Wirtschaft

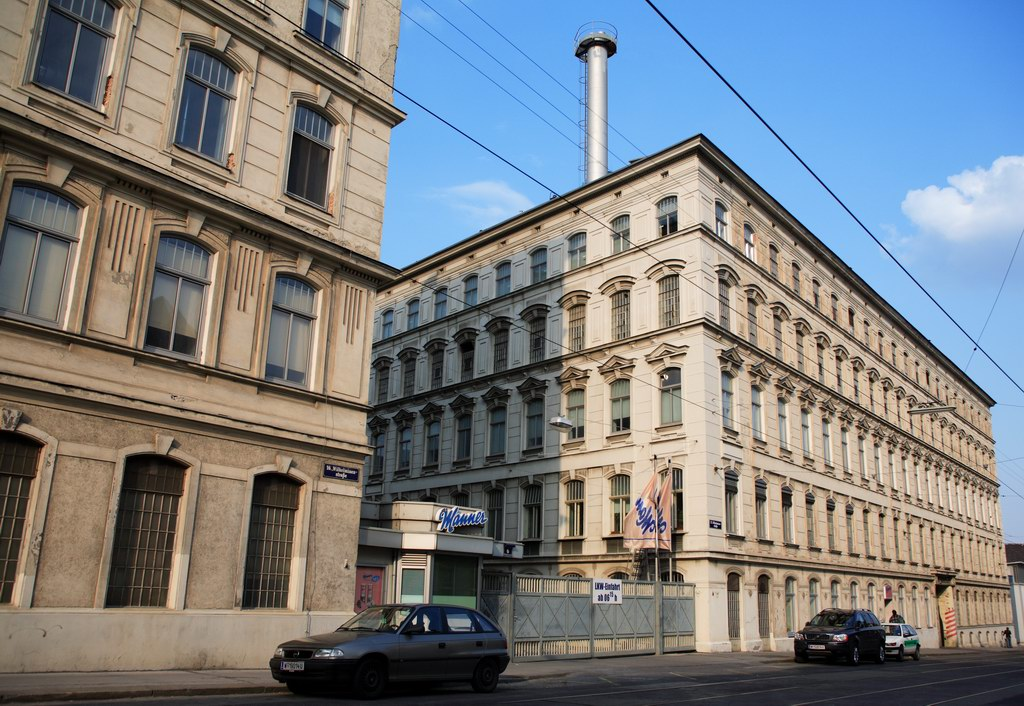
Das Manner-Werk

Von den zahlreichen Industrie- und Gewerbebetrieben, die sich im Zuge der Industrialisierung im Bezirk gebildet hatten, haben sich nur wenige erhalten. Dies waren vor allem die Nahrungsmittelindustrie, das verarbeitende Gewerbe und die Leichtindustrie. Heute sind noch 350 bis 400 Betriebe in Hernals ansässig. Insgesamt gibt es in Hernals 2.221 Arbeitsstätten mit 18.000 Arbeitsplätzen. Zwei Drittel fallen in den Dienstleistungsbereich, 23 Prozent auf Gewerbe und Industrie sowie 8 Prozent auf das Baugewerbe. Nur noch 120 Menschen sind in der ehemals bedeutenden Landwirtschaft (Weinbau) tätig. Fast die Hälfte der Arbeitsstätten in Hernals hat vier oder weniger Beschäftigte. Die einzigen beiden Betriebe mit über 500 Beschäftigten sind die Süßwarenfabrik Manner und das Krankenhaus Göttlicher Heiland, das mit 700 Mitarbeitern nunmehr größter Arbeitgeber im Bezirk ist. Die wichtigste Geschäftsstraße ist die fast 3 Kilometer lange Hernalser Hauptstraße.

### Straßen und Plätze
Die wichtigste Straße im Straßennetz von Hernals ist die Hernalser Hauptstraße. Sie bildet mit anderen Straßen im Bereich des Verlaufs des Alserbachs (Jörgerstraße, Dornbacher- und Neuwaldegger Straße sowie Alszeile westlich der Vollbadgasse) die Hauptverkehrs- und Entwicklungsachse des Bezirks. Zwischen Gürtel und Sportclub-Stadion erfüllt sie auch die Funktion der wichtigsten Geschäftsstraße im Bezirk (vor dem Elterleinplatz im Verbund mit der Jörgerstraße). Danach sind die Kalvarienberggasse, die die Hernalser Hauptstraße im Bereich des Elterleinplatzes quert, und die Ottakringer Straße an der Grenze zum südlichen Nachbarbezirk im Hernalser Geschäftsleben bedeutend. Bei der Wattgasse, die Hernals mit Schönbrunn verbindet, überwiegt die Verkehrsfunktion. Im Äußeren Hernals gibt es einen für Wien ungewöhnlich hohen Anteil von Straßen im dichtverbauten Gebiet, die als Alleen mit seitlichen Baumreihen ausgestaltet sind (äußere Hernalser Hauptstraße, Heigerleinstraße, Roggendorfergasse, Alszeile, Zeillergasse, Güpferlingstraße).
Die wichtigsten Plätze sind der Elterleinplatz, der als Zentrum von Hernals gilt und in direkter Nachbarschaft zum Bartholomäusplatz vor der Kalvarienbergkirche liegt, sowie der noch an einen Dorfplatz erinnernde Rupertusplatz in Alt-Dornbach und der als Verkehrsknotenpunkt in der Bezirksmitte wichtige Vorplatz des Bahnhofs Wien-Hernals. Unweit des Bahnhofs finden sich mit dem querrechteckigen Leopold-Kunschak-Platz vor dem Hernalser Friedhof und dem halbovalen Dr.-Josef-Resch-Platz (ehemals Frauenfelderplatz) bei der Sühnekirche zwei eher ungewöhnliche, um 1900 konzipierte Platzräume mit Anklängen ans Barockzeitalter. Der einst als Marktplatz genutzte Dornerplatz am Ganserlberg wird gerne für Veranstaltungen genutzt. Auch der mehrheitlich in Ottakring gelegene Johann-Nepomuk-Berger-Platz wurde früher zu Marktzwecken verwendet. Der Clemens-Hofbauer-Platz, der Lorenz-Bayer Platz, der Stöberplatz und der Diepoldplatz sind für die Gründerzeit typische rechteckige Park-Plätze im Straßenraster.

## Kulturelle Partnerschaften
Partnerbezirk von Hernals ist der japanische Ort Fuchū. Die im Lidlpark ausgebrachten Zierkirschenbäume sind ein Geschenk des Bezirkspartners.

## Persönlichkeiten
Zu den wichtigsten Hernalser Künstlern gehören die Musiker Johann und Josef Schrammel, die Schauspieler Josef Meinrad und Ewald Balser, der Dichter Ferdinand Sauter, der Schriftsteller Frederic Morton, der Kirchenmusiker Josef Venantius von Wöss, der Operettenkomponist Edmund Eysler, die Schauspielerin Marianne Schönauer, der Musiker Roland Neuwirth und der Musiker Hansi Lang. Darüber hinaus lebten hier der Architekt Friedrich von Schmidt, der Eiskunstläufer Karl Schäfer und der Unternehmer Josef Manner. Ein prominenter Einwohner des Bezirkes ist auch der als Bezirksobmann der SPÖ wirkende bekannte Politiker Josef Cap. Die (fiktive) Wiener Dirne Josephine Mutzenbacher soll auch aus Hernals kommen. Christine Nöstlinger wuchs ebenfalls in Hernals auf, einige ihrer Bücher spielen in Hernals. Heimisch in Hernals ist auch der Lyriker und Übersetzer Hans Werner Sokop.